# مجموعة إزدان القابضة
إزدان القابضة (EZDAN) هي شركة مساهمة قطرية وتعتبر من بين الشركات الرائدة في المنطقة باستثمارات تتعدى 7.3 مليار دولار ومقرها الرئيسي في الدوحة في قطر. أسسها الشيخ ثاني بن عبد الله آل ثاني في عام 1993.

## تاريخها
في عام 1960 أسس الشيخ ثاني بن عبد الله آل ثاني شركة خاصة تحت مسمى مجموعة ثاني بن عبد الله للإسكان في نفس العام حيث تم إنشاء شركة صك القابضة. لم تكن الشركة شركة ذات مسؤوليه محدود حتى عام 1993. في عام 2007 تم إعادة صياغة لتصبح شركة مساهمة عامة تحت اسم شركة إزدان العقارية. بين عامي 2008 و 2009 تم إدراجها في بورصة قطر واستحوذت على المجموعة الدولية للإسكان. تم إدراج الشركة في بورصة قطر بتاريخ 18 فبراير 2002.

## روابط خارجية
- ازدان القابض قائمة 2000 شركة فوربس (إنجليزي)
- علاقات المستثمرين (إنجليزي)